# Oradejudo.ro
Oradejudo.ro este un portal de știri din România lansat în anul 2011.
Este primul portal de știri din România specializat pe ramura judo. A apărut inițial ca revistă online, din anul 2012 transformându-se în portal de știri. Site-ul prezintă articole foto și video, oferind totodată transmisiuni live pe internet de la competițiile naționale și internaționale ce se desfășoară pe teritoriul României.